# Blanche Gardin
Blanche Gardin (Suresnes, 3 aprile 1977) è un'attrice, comica e sceneggiatrice francese.

## Biografia
Nata il 3 aprile 1977 a Suresnes, figlia di un professore di linguistica e di una scrittrice e traduttrice, Gardin ha conseguito una laurea specialistica in sociologia presso l'Università di Paris-Nanterre nel 2001. Nel 2015, si è esibita nel one man show, Il faut que je vous parle!, regia di Alain Degois, alias Papy, a cui fece seguito un libro con lo stesso nome, pubblicato l'anno seguente. Nell'aprile 2015, ha dichiarato in un'intervista di essere stata fortemente influenzata nel suo lavoro da Louis C.K.. Il 3 aprile 2019, Gardin ha rifiutato di essere insignita dell'Ordine delle Arti e delle Lettere, onorificenza che le è stata proposta dal Ministro della Cultura Franck Riester:

## Vita privata
Nel novembre 2018, ha ufficializzato la relazione con Louis C.K.

## Filmografia
- Beverly Hills Chihuahua, regia di Raja Gosnell (2008)
- Amore facciamo scambio? (Happy Few), diretto da Antony Cordier (2010)
- La Lisière, regia di Géraldine Bajard (2011)
- Low Cost, regia di Maurice Barthélemy (2011)
- Case départ, regia di Lionel Steketee, Fabrice Éboué e Thomas Ngijol (2011)
- La guerra è dichiarata (La guerre est déclarée), regia di Valérie Donzelli (2011)
- 20 anni di meno (20 ans d'écart), regia di David Moreau (2013)
- Les souvenirs, regia di Jean-Paul Rouve (2014)
- La Dream Team, regia di Thomas Sorriaux (2016)
- Adopte un veuf, regia di François Desagnat (2016)
- Tamara, regia di Alexandre Castagnetti (2016)
- Problemos, regia di Éric Judor (2017)
- Non sono un uomo facile (Je ne suis pas un homme facile), regia di Éléonore Pourriat (2018)
- Tamara Vol.2, regia di Alexandre Castagnetti (2018)
- Selfie, regia di Thomas Bidegain, Marc Fitoussi, Tristan Aurouet, Cyril Gelblat e Vianney Lebasque (2019)
- #IoSonoQui (#Jesuislà), regia di Éric Lartigau (2020)
- Imprevisti digitali (Effacer l'historique), regia di Benoît Delépine e Gustave Kervern (2020)
- France, regia di Bruno Dumont (2021)
- Oranges sanguines, regia di Jean-Christophe Meurisse (2021)
- Fumare provoca la tosse, regia di Quentin Dupieux (2022)
- Tutti amano Jeanne (Tout le monde aime Jeanne), regia di Céline Devaux (2022)
- Yannick - La rivincita dello spettatore, regia di Quentin Dupieux (2023)
- Il libro delle soluzioni (Le Livre des solutions), regia di Michel Gondry (2023)
- Dans la peau de Blanche Houellebecq, regia di Guillaume Nicloux (2024)